# Anna I di Russia
Anna Ivanovna Romanova (in russo Анна Ивановна Романова?; Mosca, 7 febbraio 1693 – San Pietroburgo, 28 ottobre 1740), figlia di Ivan V, fu imperatrice di Russia dal 1730 fino alla morte.

## Biografia

### I primi anni e l'ascesa al trono russo
Anna era figlia di Ivan V di Russia e come tale nipote di Pietro il Grande. Nel novembre del 1710 Anna sposò Federico III Guglielmo, duca di Curlandia e Semigallia, ma rimase vedova dopo pochi mesi, quando il marito morì nel gennaio 1711 durante il viaggio di ritorno da San Pietroburgo. Dal 1711 al 1730 Anna rivestì dunque il ruolo di duchessa di Curlandia servendosi di un residente locale russo, Peter Bestuzhev, quale suo consigliere (e forse anche amante). Lasciando sfumare ogni proposta o ipotesi, Anna decise dopo la morte del marito di non risposarsi più, sebbene fosse risaputa la sua lunga relazione con Ernst Johann von Biron, suo favorito.
Alla morte di Pietro II, non essendovi alcun erede diretto al trono, il consiglio privato di Stato, presieduto dal principe Dmitrij Golicyn, prescelse Anna come imperatrice. L'intento dei membri del consiglio, tutti appartenenti all'aristocrazia terriera (boiari), era quello di porre sul trono una figura facilmente influenzabile che accettasse di sottoscrivere decreti che avrebbero limitato il potere imperiale. Anna stravolse invece questi piani e, sfruttando le simpatie che possedeva presso i reggimenti della guardia imperiale e l'appoggio della piccola nobiltà, si impose come una vera autocrate.

### Il regno

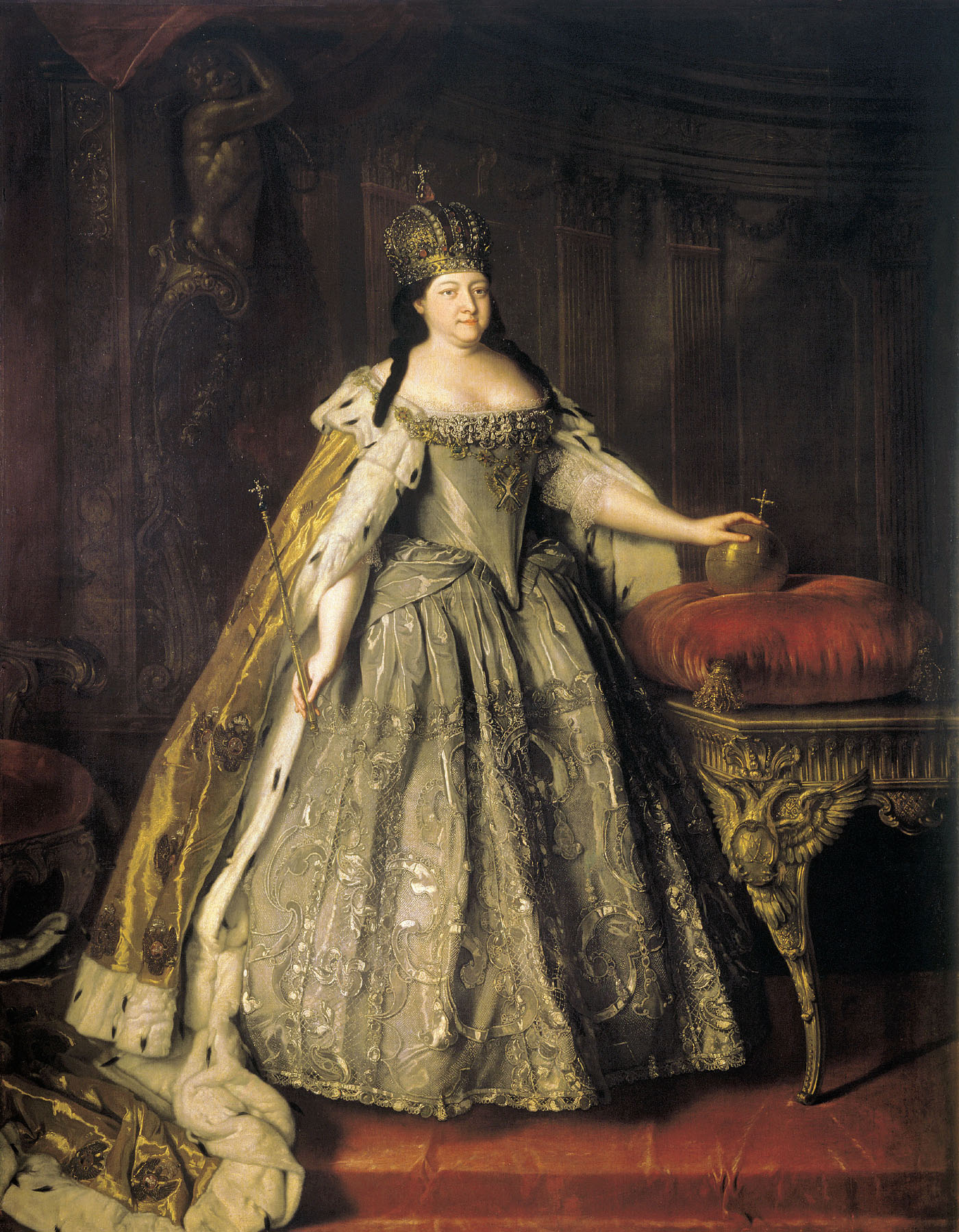
La zarina Anna I di Russia in un ritratto di Louis Caravaque

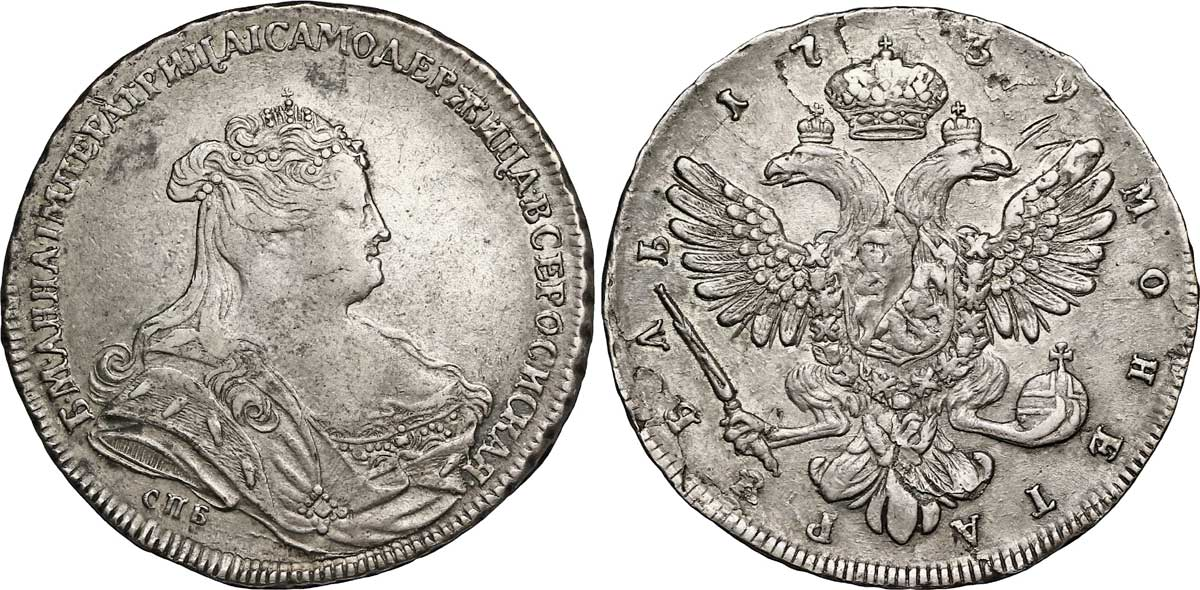
Rublo con l'effigie di Anna I di Russia

Uno dei primi provvedimenti di Anna, una volta divenuta zarina, fu quello di reintrodurre l'uso della polizia segreta, che utilizzava per intimidire e terrorizzare chi si opponesse alla sua politica. La sua durezza di governo si espresse con l'esiliare circa 30 000 persone in Siberia, gran parte di questi appartenenti al gruppo dei Vecchi credenti. Tra i suoi principali oppositori all'interno del gabinetto di governo si ricorda il ministro Artemy Petrovich Volynsky, che venne infine decapitato pochi mesi prima della morte della stessa Anna.
Diffidente verso i nobili russi, li allontanò dalle posizioni di potere, che nel contempo offrì a personalità originarie delle regioni baltiche della Germania. Ernst Johann Biron acquisì così particolare influenza a corte, dirigendo spesso a proprio vantaggio la politica russa, al punto da venire nominato dalla stessa zarina al ruolo di duca di Curlandia all'estinzione della casata dei Kettler.
Anna strinse alleanza con Carlo VI (imperatore del Sacro Romano Impero dal 1711 al 1740) e coinvolse la Russia nella guerra di successione polacca (1733-1735). Al termine di questo conflitto, la zarina riuscì nell'intento di porre sul trono di Polonia Augusto III a spese di candidati del calibro del nobile polacco Stanisław Leszczyński, suocero di Luigi XV di Francia. Nel 1735 attaccò l'Impero ottomano, ma Carlo VI raggiunse con questo una pace separata che costrinse anche la Russia a sospendere le ostilità e a restituire tutte le conquiste con l'eccezione di Azov. Questa guerra delineò l'inizio di una sistematica espansione della Russia verso sud, che sarà poi uno dei punti nodali della politica estera di Caterina II. Durante il regno di Anna iniziò inoltre l'espansione della Russia nell'Asia centrale.
D'altro canto, Anna concesse numerosi privilegi alla nobiltà. Nel 1730 ritirò la legge sulla primogenitura emessa da Pietro il Grande, consentendo che le proprietà potessero essere suddivise equamente tra i figli di uno stesso possidente. Nel 1731 Anna emanò una legge che prevedeva che i proprietari terrieri fossero responsabili della tassazione dei servi della gleba a loro disposizione, elevando l'età d'inizio a servizio di questi ultimi da 15 a 20, con l'obbligo per i servi di prestare servizio gratuito almeno per 25 anni ed esigendo che per lavorare altrove i servi ottenessero un permesso speciale da parte dei loro padroni.

### Morte e successione
Anna era famosa per la sua notevole stazza, che è ben visibile nei dipinti dell'epoca che la ritraggono, al punto che lo storico inglese Thomas Carlyle disse di lei: "La si poteva comparare a un prosciutto della Vestfalia". Il grande peso le aveva portato seri problemi motori e di circolazione e quando la sua salute iniziò a entrare in crisi, nominò suo nipote Ivan quale suo erede, sotto la tutela del duca Biron. Questa predilezione per il nipote era un tentativo di assicurare la prosecuzione della linea di suo padre Ivan V e di escludere quindi i discendenti di Pietro il Grande.
Anna morì all'età di 47 anni e la causa di morte venne identificata in una nefrite. Ivan VI, che all'epoca aveva appena un anno di vita, ottenne il trono, ma sua madre Anna Leopol'dovna (malvista negli ambienti di governo) ne pretese la reggenza. Scoppiò quindi una crisi interna che permise poco dopo la morte di Anna che Elisabetta Petrovna, figlia legittimata di Pietro il Grande, cogliesse l'occasione per imprigionare Ivan VI ed esiliare sua madre, prendendo il trono per sé.

## Le stravaganze della corte di Anna di Russia

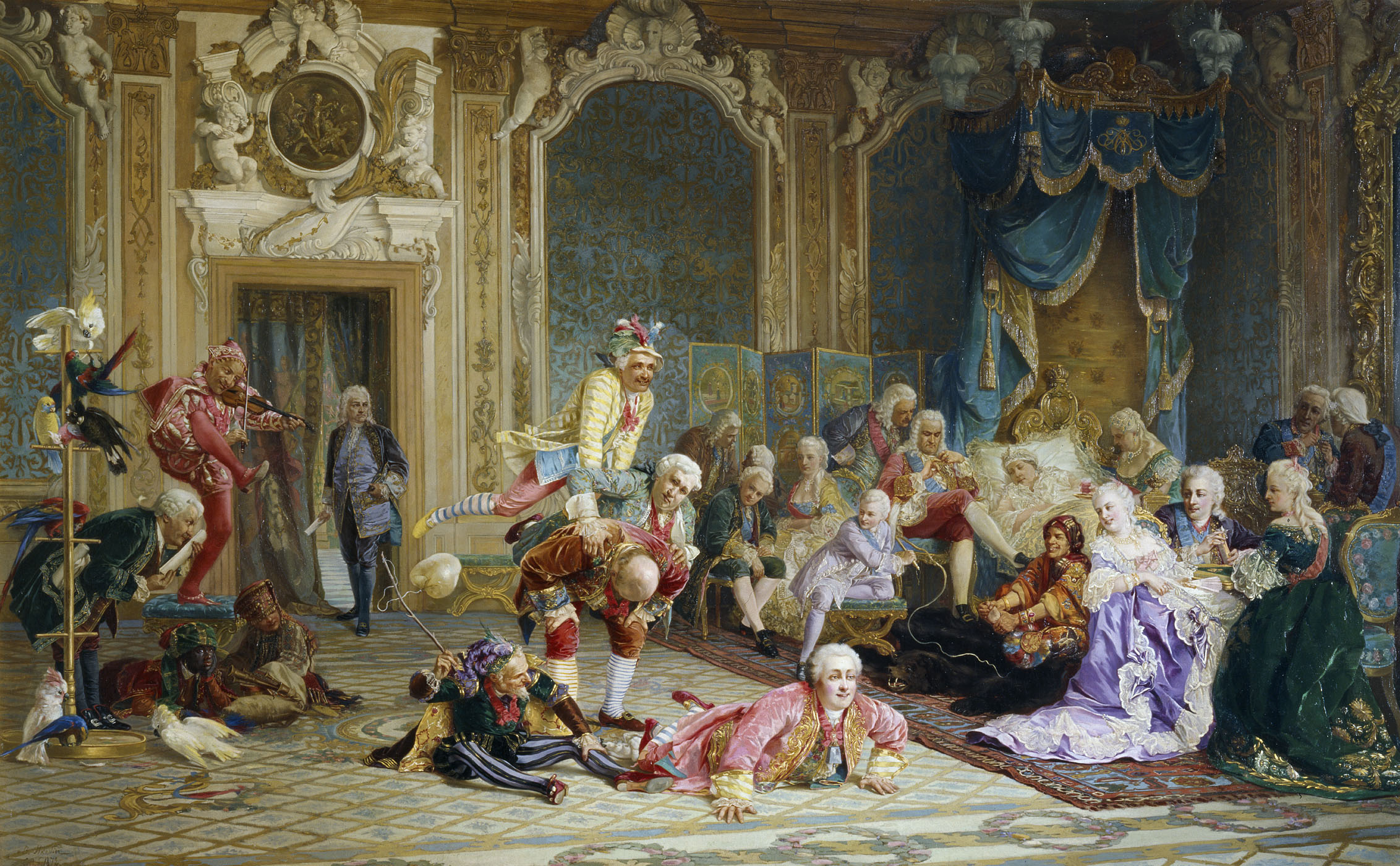
Giochi tra cortigiani alla corte di Anna I di Russia (dipinto del 1872, opera di Valery Jacobi)

Il regno della zarina Anna di Russia venne segnato anche da una serie di stravaganze che fecero della sua corte una delle più discusse dell'epoca. Anna, era risaputo, amava scherzare e giocare coi cortigiani, spesso umiliandoli o costringendoli a pratiche vergognose, come nel caso del principe Nikita Volkonskij che era obbligato a preparare personalmente della crema con cui nutrire il cane della zarina, o la moglie di questi che era costretta a passare foglia a foglia coi propri denti la lattuga per il coniglietto domestico dell'imperatrice. Il principe Volkonskij venne costretto con una finta cerimonia a sposare il principe Galicyn, vestiti da uccelli.
Goduriosa nell'umiliare la vecchia nobiltà, fece sposare il vecchio principe Galicyn (il quale era incorso nella rabbia della zarina per aver sposato una nobildonna italiana cattolica), con una delle sue serve, Avdotaja Ivanovna, dopo la morte della prima moglie. La coppia venne invitata dopo la cerimonia a cavalcare insieme un grande elefante col quale raggiungere una parte del giardino imperiale ove si trovava una grande grotta di ghiaccio appositamente costruita per l'occasione e dove i due novelli sposi dovettero trascorrere tutta la notte nudi. La struttura era costata la somma di 30 000 rubli e disponeva di un letto, un orologio, una statua di Cupido, una di un elefante e una di un delfino, tutti rigorosamente intagliati nel ghiaccio.
Anna talvolta si divertiva a far suonare le campane d'incendio in diverse zone di San Pietroburgo per osservare la prontezza e le reazioni al panico della popolazione locale.

## Ascendenza
|                                |                           |                                | Genitori                        |  |  | Nonni |  |  | Bisnonni          |  |  | Trisnonni                   |  |
|                                |                           |                                |                                 |  |  |       |  |  | Michele di Russia |  |  | Patriarca Filarete di Mosca |  |
|                                |                           |                                |                                 |  |  |       |  |  | Michele di Russia |  |  | Patriarca Filarete di Mosca |  |
|                                |                           | Ksenija Ivanovna Šestova       |                                 |  |  |       |  |  | Michele di Russia |  |  |                             |  |
| Alessio I di Russia            |                           |                                |                                 |  |  |       |  |  | Michele di Russia |  |  |                             |  |
|                                |                           | Evdokija Luk'janovna Strešnëva | Luk'jan Stepanovič Strešnëv     |  |  |       |  |  |                   |  |  |                             |  |
|                                |                           | Evdokija Luk'janovna Strešnëva | Luk'jan Stepanovič Strešnëv     |  |  |       |  |  |                   |  |  |                             |  |
|                                |                           | Evdokija Luk'janovna Strešnëva | Anna Konstantinovna Volkonskaja |  |  |       |  |  |                   |  |  |                             |  |
| Ivan V di Russia               |                           | Evdokija Luk'janovna Strešnëva |                                 |  |  |       |  |  |                   |  |  |                             |  |
|                                |                           | Il'ja Danilovič Miloslavskij   | Danil Miloslavskij              |  |  |       |  |  |                   |  |  |                             |  |
|                                |                           | Il'ja Danilovič Miloslavskij   | Danil Miloslavskij              |  |  |       |  |  |                   |  |  |                             |  |
|                                |                           | Il'ja Danilovič Miloslavskij   | …                               |  |  |       |  |  |                   |  |  |                             |  |
| Marija Il'inična Miloslavskaja |                           | Il'ja Danilovič Miloslavskij   |                                 |  |  |       |  |  |                   |  |  |                             |  |
|                                |                           | Ekaterina Fëdorovna Narbekova  | Fëdor Narbekov                  |  |  |       |  |  |                   |  |  |                             |  |
|                                |                           | Ekaterina Fëdorovna Narbekova  | Fëdor Narbekov                  |  |  |       |  |  |                   |  |  |                             |  |
|                                |                           | Ekaterina Fëdorovna Narbekova  | …                               |  |  |       |  |  |                   |  |  |                             |  |
| Anna I di Russia               |                           | Ekaterina Fëdorovna Narbekova  |                                 |  |  |       |  |  |                   |  |  |                             |  |
|                                | Pëtr Michajlovič Saltykov | Michał Hlebowicz Sołtyk        |                                 |  |  |       |  |  |                   |  |  |                             |  |
|                                | Pëtr Michajlovič Saltykov | Michał Hlebowicz Sołtyk        |                                 |  |  |       |  |  |                   |  |  |                             |  |
|                                | Pëtr Michajlovič Saltykov | Julianna Michałowna Sołtyk     |                                 |  |  |       |  |  |                   |  |  |                             |  |
| Fëdor Petrovič Saltykov        | Pëtr Michajlovič Saltykov |                                |                                 |  |  |       |  |  |                   |  |  |                             |  |
|                                |                           | …                              | …                               |  |  |       |  |  |                   |  |  |                             |  |
|                                |                           | …                              | …                               |  |  |       |  |  |                   |  |  |                             |  |
|                                |                           | …                              | …                               |  |  |       |  |  |                   |  |  |                             |  |
| Praskov'ja Fëdorovna Saltykova |                           | …                              |                                 |  |  |       |  |  |                   |  |  |                             |  |
|                                |                           | Michail Tatiščev               | …                               |  |  |       |  |  |                   |  |  |                             |  |
|                                |                           | Michail Tatiščev               | …                               |  |  |       |  |  |                   |  |  |                             |  |
|                                |                           | Michail Tatiščev               | …                               |  |  |       |  |  |                   |  |  |                             |  |
| Anna Michajlovna Tatiščeva     |                           | Michail Tatiščev               |                                 |  |  |       |  |  |                   |  |  |                             |  |
|                                |                           | …                              | …                               |  |  |       |  |  |                   |  |  |                             |  |
|                                |                           | …                              | …                               |  |  |       |  |  |                   |  |  |                             |  |
|                                |                           | …                              | …                               |  |  |       |  |  |                   |  |  |                             |  |
|                                |                           | …                              |                                 |  |  |       |  |  |                   |  |  |                             |  |